# Molophilus grishma
Molophilus grishma är en tvåvingeart som beskrevs av Alexander 1969. Molophilus grishma ingår i släktet Molophilus och familjen småharkrankar. Inga underarter finns listade i Catalogue of Life.